# キバノロ
キバノロ（牙獐、英: Chinese Water Deer、学名：Hydropotes inermis）は、偶蹄目シカ科に属する小型のシカ。角がない代わりに、オスの上犬歯が長く牙状であることが、名前の由来である。韓国では、「コラニ（고라니）」と呼ばれる。

## データ
- 体長：約75〜100cm
- 尾長：約6〜8cm
- 体重：約8〜15kg

## 分布
朝鮮半島や中国東北部など。

## 生活
河川や湖沼の周辺、湿地帯などに生息する。普通は単独で行動することが多い。